# 1926 no desporto

## Eventos

### Automobilismo
- 31 de maio - Frank Lockhart vence as 500 Milhas de Indianápolis. O americano é o quarto estreante a vencer a tradicional prova.[1]

### Hóquei
- 1 de maio - Fundação da Equipe de Hóquei no Gelo Norte-americana Chicago Black Hawks (hoje com o nome de Chicago Blackhawks).

### Xadrez
- 6 a 30 de março - Torneio de xadrez de Semmering de 1926, vencido por Rudolf Spielmann.[2]
- 4 e 14 de abril - Torneio de xadrez de Dresden de 1926, vencido por Aaron Nimzowitsch.[3]
- 26 de junho a 15 de julho - Torneio de xadrez de Budapeste de 1926, uma Olimpíada de xadrez não oficial. Edith Holloway venceu um evento para mulheres e Emil Zinner um torneio aberto. A equipe vencedora foi a Hungria (Steiner E., Vajda, Sterk, Négyesy, Bakonyi e Zinner S.).[4]

## Futebol

### Eventos
- 25 de junho - Na noite de sexta-feira, antevéspera do jogo Grêmio X Internacional, na Chácara dos Eucaliptos, o jornalista do Correio do Povo, Ivo dos Santos Martins, cansado de escrever o nome completo cada vez que os dois clubes se enfrentavam, teve a ideia de encurtá-los e chamá-los de Grenal. Ele não publicou a nova expressão no jornal, por temer que um secretário de redação colorado a proibisse.[5]

### Data de Fundação
- 2 de abril - Football Club de Lorient
- 26 de abril - Grêmio Atlético Farroupilha
- 1 de agosto - Società Sportiva Calcio Napoli
- 29 de agosto - Associazione Calcio Firenze Fiorentina
- 8 de novembro - Athletikos Podosferikos Omilos Ellinon Lefkosias
- 13 de dezembro - Associação Atlética Luziânia

### Títulos
Estaduais
- Campeonato Paulista - Sociedade Esportiva Palmeiras (APEA) Club Athletico Paulistano (LAF)
- Campeonato Carioca - São Cristóvão de Futebol e Regatas
- Campeonato Mineiro - Clube Atlético Mineiro
- Campeonato Gaúcho - Grêmio Foot-Ball Porto Alegrense
- Campeonato Baiano - Botafogo Sport Club
- Campeonato Paranaense - Palestra Itália Futebol Clube
- Campeonato Pernambucano - Torre Sport Club
- Campeonato Catarinense - Avaí Futebol Clube
- Campeonato Cearense - Fortaleza Esporte Clube
- Campeonato Paraense - Clube do Remo
- Campeonato Maranhense - Sport Club Luso Brasileiro
- Campeonato Amazonense - Atlético Rio Negro Clube
- Campeonato Potiguar - América Futebol Clube, ABC Futebol Clube
- Campeonato Piauiense - Parnahyba Sport Club
- Campeonato Paraibano - Cabo Branco
- Campeonato Capixaba - Floriano

América do Sul
- Campeonato Argentino - Club Atlético Boca Juniors (AAF) Club Atlético Independiente (AAmF)
- Campeonato Peruano - Sport Progeso
- Campeonato Paraguaio - Club Nacional

Europa
- Campeonato Inglês - Huddersfield Town A.F.C.
- Campeonato Italiano - Juventus Football Club
- Campeonato Holandês - Sportclub Enschede
- Campeonato Suíço - Association du Servette Football Club
- Campeonato Belga de Futebol - Koninklijke Beerschot Voetbal en Athletiek Club
- Campeonato Polonês - Pogoń Lwów
- Campeonato Romeno - Chinezul Timișoara
- Campeonato Escocês - Celtic Football Club
- Campeonato Galês - Swansea City A.F.C.
- Campeonato Irlandês - Football Club Shelbourne
- Campeonato Finlandês - Helsingin Palloseura
- Campeonato Norte-Irlandês - Belfast Celtic
- Campeonato Iugoslavo - Građanski Zagreb
- Campeonato Tchecoslovaco - SK Zidenice

## Nascimentos
| Data            | Nome                     | Profissão                           | Nacionalidade  | Observações | Ref           |
| --------------- | ------------------------ | ----------------------------------- | -------------- | ----------- | ------------- |
| 25 de janeiro   | Dick McGuire             | basquetebolista                     | Estados Unidos | m. 2010     | [ 6 ]         |
| 29 de janeiro   | Robert Falkenburg        | tenista e empresário                | Estados Unidos | m. 2022     | [ 7 ]         |
| 22 de fevereiro | Ede Király               | patinador artístico                 | Hungria        | m. 2009     | [ 8 ]         |
| 2 de abril      | Jack Brabham             | automobilista                       | Australia      | m. 2014     | [ 9 ]         |
| 4 de junho      | Alfredo Di Stéfano       | futebolista                         | Argentina      | m. 2014     | [ 10 ]        |
| 14 de julho     | Wallace Diestelmeyer     | patinador artístico                 | Canadá         | m. 1999     | [ 11 ]        |
| 13 de agosto    | Norris Bowden            | patinador artístico                 | Canadá         | m. 1991     | [ 12 ]        |
| 17 de setembro  | Andrea Kékesy            | patinadora artística                | Hungria        | m. 2024     | [ 13 ] [ 14 ] |
| 28 de outubro   | Bowie Kuhn               | advogado e administrador desportivo | Estados Unidos | m. 2007     | [ 15 ]        |
| 11 de novembro  | Maria Teresa de Filippis | piloto de corridas                  | Itália         | m. 2016     | [ 16 ]        |
| 22 de dezembro  | Ghiggia                  | futebolista                         | Uruguai        | m. 2015     | [ 17 ]        |

## Mortes
| Data | Nome | Profissão | Nacionalidade | Observações | Ref |
| ---- | ---- | --------- | ------------- | ----------- | --- |